# 香港電影電視學院
香港電影電視學院（Hong Kong Film Academy， 前身「香港電影研究院」）成立於1989年，是香港第一所私立電影專科學院，主要從事電影藝術及文化的研究，和培訓電影電視方面的專業人才。而畢業同學主要在香港或荷里活從事電影電視及廣告行業。90年代初起，學院開始與歐美多間電影學府合辦學生交流計劃，此外該院學生每年也會參與多個國際電影比賽。
2005年，學院與美國荷里活國際影視娛樂集團「Bigfoot Entertainment」合組，並改名為「香港電影電視學院」，英文名則不變。合組後，除擴建香港原有校舍外，為配合中國未來的電影業發展，學院準備在中國內地興建校舍。另為配合2008年中國奧運，學院與「深圳美術學院」合作，在深圳設立影視培訓中心，藉此培訓更多影視製作人才。

## 電影學會
「香港電影電視學院電影會」成立於1990年，前身是「香港電影研究院電影會」，主要為該院學生及校友，提供定期的交流研習活動，如電影放映、研討會、參觀活動和短片製作等。並與外國多個電影團體合辦國際獨立短片節。

## 外部連結
- 香港電影電視學院 （页面存档备份，存于）
- Education 星光夢成真 電影製作課程 （页面存档备份，存于）